# Rápida e Mortal
Rápida e Mortal  (The Quick and the Dead) é um filme western norte-americano de 1995 dirigido por Sam Raimi, e estrelado por Sharon Stone, Gene Hackman, Russell Crowe e Leonardo DiCaprio. O roteiro foi escrito por Simon Moore, mas inclui contribuições de Joss Whedon. A história se concentra em Ellen "The Lady" (Stone), uma pistoleira que se dirige a cidade do Velho Oeste de Redemption, controlada por John Herod (Hackman). Ellen se junta a uma competição mortal de duelo em uma tentativa de se vingar pela morte de seu pai.
O roteiro de Simon Moore foi comprado pela Sony Pictures Entertainment em maio de 1993, e a atriz Sharon Stone assinou como estrela e co-produtora. O desenvolvimento foi acelerado após a contratação do diretor Sam Raimi, e a filmagem principal começou no Old Tucson Studios no Arizona em 21 de novembro de 1993. O filme foi distribuído pela TriStar Pictures e lançado nos EUA em 10 de fevereiro de 1995 e arrecadou US$18,636,537 nas bilheterias dos EUA, e foi declarado como box office bomb já que seu orçamento foi de US$35 milhões de dólares. Além do fraco desempenho, recebeu críticas mistas dos críticos.
Esta foi a estréia de Russell Crowe no cinema americano e foi a performance final de Woody Strode (o filme é dedicado a ele), assim como o último lançamento nos cinemas de Roberts Blossom que morreu em 2011. A frase "the quick and the dead" é de a Segunda Epístola a Timóteo (2 Timóteo 4:1) em várias versões da Bíblia, incluindo a Bíblia do Rei Jaime, descrevendo o julgamento final. O enredo deste filme não tem nenhuma semelhança com o filme de 1987 de mesmo nome, que foi baseado em um romance de faroeste de Louis L'Amour.

## Sinopse
Ellen (Sharon Stone), uma mulher misteriosa, cavalga até a cidade de Redemption. Carrega na cintura seu revólver e uma sede de vingança que incendeia seu coração. Ela vem para matar o poderoso da cidade, Herod (Gene Hackman), o homem que tornou a sua cidade tão desolada como o deserto que agora ela atravessa. Mas os demônios que a levaram para este mortal conflito são os mesmos que a colocaram numa situação limite; e o estranho é que pode ser a única a cair morta ao final do acerto de contas.

## Elenco
- Sharon Stone como Ellen ("The Lady")
- Gene Hackman como John Herod
- Russell Crowe como Cort
- Leonardo DiCaprio como Fee "The Kid" Herod
- Pat Hingle como Horace
- Kevin Conway como Eugene Dred
- Keith David como sargento Clay Cantrell
- Lance Henriksen como Ace Hanlon
- Mark Boone Junior como Scars
- Tobin Bell como Dog Kelly
- Raynor Scheine como Ratsy
- Olivia Burnette como Katie
- Roberts Blossom como Doc Wallace
- Gary Sinise como o marechal
- Sven-Ole Thorsen como Swede Gutzon
- Scott Spiegel como Gold Teeth Ma
- Woody Strode como Charlie Moonlight
- Bruce Campbell como Wedding Shemp

## Produção
O escritor Simon Moore terminou seu roteiro de especulação para The Quick and the Dead no final de 1992, escrevendo-o como uma homenagem ao spaghetti western de Sergio Leone, particularmente a Trilogia dos Dólares, estrelada por Clint Eastwood. O escritor decidiu que o personagem principal deveria ser uma mulher. "Quando você introduz mulheres nesse tipo de mundo, algo muito interessante acontece e você tem uma dinâmica interessante de imediato", comentou Moore. Os nomes do vilão principal (Herodes) e da cidade (Redenção) foram alusões intencionais à Bíblia. Moore considerou dirigir seu próprio roteiro como um filme independente e filmar The Quick and the Dead em um orçamento de US$ 3–4 milhões na Espanha ou na Itália.
A Sony Pictures Entertainment comprou o roteiro de Moore em maio de 1993 e abordou Sharon Stone para protagonizar o papel principal em julho de 1993. Como Stone também assinou como co-produtora, ela teve aprovação sobre a escolha do diretor. Sam Raimi foi contratado para dirigir porque Stone ficou impressionada com seu trabalho no Army of Darkness (1992). A atriz disse aos produtores que, se Raimi não dirigisse o filme, ela não iria estrelar. Apesar de ter misturado emoções no trabalho anterior de Raimi, ela acreditava que o diretor ainda não tinha mostrado seus talentos, sentindo que The Quick and the Dead seria uma oportunidade perfeita para "esticar os limites de sua capacidade técnica e criativa". Moore também estava entusiasmado com a contratação de Raimi, baseado em seu trabalho anterior com a série de filmes Evil Dead.
Quando a Sony começou a desenvolver rapidamente The Quick and the Dead, o estúdio encomendou uma série de reescritos de Moore. O escritor acabou sendo demitido e substituído por John Sayles, que, de acordo com Moore, aceitou as ordens da Sony de "fazer mais um filme do Velho Oeste americano". Moore foi recontratado com as filmagens para começarem em três semanas porque o roteiro de Sayles estava se aproximando de uma execução de 2.5 horas. Ao reescrever o roteiro de filmagem, Moore simplesmente omitiu o trabalho de Sayles sem que a Sony percebesse. Uma semana antes de filmar, a Sony considerou o roteiro tão bom que Moore descreveu as reescritas como "um exercício sem sentido".

### Filmagem
Russell Crowe originalmente fez o teste para um papel diferente no filme antes de Sharon Stone pedir que o ator tentasse o papel principal. "Quando vi Romper Stomper (1992), achei que Russell não era apenas carismático, atraente e talentoso, mas também destemido", argumentou Stone. "E acho que o destemor é muito atraente. Eu estava convencida de que não iria assustá-lo". Raimi encontrou Crowe para ser "ousado e desafiador. Ele me lembra do que imaginamos que o caubói americano tenha sido". Ao trabalhar com Raimi, Crowe mais tarde descreveu o diretor como "mais ou menos como o quarto Pateta".
A Sony Pictures estava em dúvida sobre a escolha de Crowe por Stone, porque ele não era um ator famoso em meados dos anos 90. Para lançar Gene Hackman no papel de Herodes, a TriStar Pictures mudou o local de filmagem de Durango, no México, para Tucson, Arizona. Sam Rockwell fez o teste para The Kid, um papel que acabou indo para Leonardo DiCaprio. A Sony também estava em dúvida sobre a escolha de DiCaprio. Como resultado, Stone decidiu pagar o salário do ator.
As filmagens foram originalmente planejadas para começar em outubro de 1993, mas foram adiadas porque Crowe estava ocupado em outro filme na Austrália. A filmagem principal de The Quick and the Dead durou de 21 de novembro de 1993 a 27 de fevereiro de 1994. Locais incluíam Old Tucson Studios no Arizona e Mescal, 40 milhas a sudeste de Tucson. A produção foi brevemente interrompida por vezes devido a problemas climáticos. Thell Reed, que foi contratado como treinador de armas e mestre de armas, trabalhou com o elenco durante três meses de treinamento. Para envelhecer o revólver Colt 1851 Navy de Cort e as outras armas usadas, Reed experimentou medidas simples. "Eu os levei para fora da minha piscina e os mergulhei em água com cloro para deixá-los enferrujar", explicou ele. "Eles pareciam enferrujados e velhos, mas eram armas novas." Esse detalhe, incluindo as alças de níquel e marfim no revólver Colt Single Action Army de Ellen, era preciso no período de tempo.
A cidade de Redemption foi projetada por Patrizia von Brandenstein, conhecida por seu trabalho em Amadeus (1984) e The Untouchables (1987). A primeira escolha de Raimi como supervisor de efeitos visuais foi William Mesa, seu colaborador em Darkman (1991) e Army of Darkness (1993). Em vez disso, a Sony escolheu a The Computer Film Company para criar as sequências de efeitos visuais. As cenas de pick-up ocorreram entre novembro e dezembro de 1994. Isso incluiu um longo duelo entre Sharon Stone e Gene Hackman.
A cena em que Gene Hackman dá um tapa em Sharon Stone não estava prevista no roteiro. A reação da atriz vista em cena foi real. Bruce Campbell, que foi dirigido por Sam Raimi na série de filmes The Evil Dead, fez uma ponta em uma cena de casamento, mas esta foi retirada na versão final do filme. Apesar disto o nome do ator consta nos créditos finais.
Stone teve uma cena de amor removida do corte final de The Quick and the Dead antes do lançamento do filme nos Estados Unidos. A cena de sexo entre Sharon Stone e Russell Crowe foi gravada, mas esta não foi incluída no filme. O diretor Sam Raimi e a própria atriz consideraram que ela não era necessária à história. A atriz/co-produtora achou que a cena não se encaixava na realidade estabelecida do filme. Foi restaurado para os lançamentos domésticos do filme.
Durante as filmagens, Sharon Stone conheceu Bob Wagner, um diretor assistente, e ficaram noivos.

### Trilha sonora
A trilha sonora original de The Quick and the Dead, foi lançada pela gravadora Varèse Sarabande em 14 de fevereiro de 1995. A trilha sonora do filme foi composta e conduzida por Alan Silvestri e mixada por Dennis Sands. Kenneth Karman e Thomas Drescher editaram a música do filme.

### Bilheteria
The Quick and the Dead foi lançado nos Estados Unidos em 10 de fevereiro de 1995 em 2,158 cinemas, faturando US$6,515,861 em seu primeiro fim de semana. O filme finalmente arrecadou US$18,636,537 nas bilheterias dos EUA e foi declarado um box office bomb. O escritor Simon Moore observou que o filme se apresentou modestamente na Europa.
The Quick and the Dead enfrentou a concorrência nas bilheterias de Billy Madison, The Brady Bunch Movie, Just Cause e Heavyweights. O diretor Sam Raimi depois culpou a si mesmo e seu estilo visual pelo fracasso do filme. "Fiquei muito confuso depois de fazer o filme. Por vários anos, pensei, sou como um dinossauro. Não consegui mudar com o material". A TriStar Pictures também mostrou The Quick and the Dead como um filme "fora de competição" no Festival de Cannes de maio de 1995. Além disso, Stone foi nomeada para o Prêmio Saturno de Melhor Atriz em cinema, mas perdeu para Angela Bassett em Strange Days. Uma novela escrita por Jack Curtis foi publicada pela HarperCollins em setembro de 1995. O lançamento do DVD da Região 1 veio em setembro de 1998.

### Recepção da crítica
The Quick and the Dead recebeu críticas mistas de críticos de cinema. Com base em 41 avaliações, Rotten Tomatoes dá ao filme uma pontuação de 56%, com uma classificação média de 5.9/10. Metacritic calculou uma pontuação média de 49/100, baseado em 21 comentários.
Janet Maslin do The New York Times elogiou o desempenho de Stone e a direção de Raimi. "A presença de Stone ressalta bem as táticas de flexão de gênero de Raimi, o cineasta cult fazendo agora o melhor para reinventar o filme B em um espírito de alegria auto-referencial". Roger Ebert do Chicago Sun-Times criticou o filme por ser abertamente clichê, mas elogiou a direção de Raimi e a cinematografia de Dante Spinotti. Crítico e biógrafo de Raimi, Bill Warren escreveu que o filme "é uma tentativa muito consciente (embora não autoconsciente) de recriar alguns dos temas, estilo e apelo dos westerns espaguetes majestosamente operático dos anos 60 de Sergio Leone, especialmente a trilogia Pistoleiro sem nome que estrelou Clint Eastwood. É mais rápido, mais romântico e, de certa forma, mais americano que os filmes de Leone".
Jonathan Rosenbaum do Chicago Reader observou que "Raimi tenta fazer um Sergio Leone, e embora The Quick and the Dead seja muito agradável em alguns momentos, não parece muito convincente, talvez porque nada possa transformar Sharon Stone em Charles Bronson". Peter Travers, da Rolling Stone, achava que "The Quick and the Dead joga como uma compilação enlouquecida de destaques dos famosos westerns. Raimi encontra o visual certo, mas sente falta do batimento cardíaco. Você deixa o filme atordoado, em vez de ofuscado, como se um atirador experiente tivesse sacado sua arma apenas para atirar no próprio pé".